# Frederiksberg Idrætspark
Frederiksberg Idrætspark, también conocido como Frederiksberg Stadion, es un estadio multiusos ubicado en la ciudad de Frederiksberg en Dinamarca. Actualmente es la sede de los equipos FA 2000 y Kjøbenhavns Boldklub y es utilizado como campo de entrenamiento del FC Copenhague.

## Historia
The terreno donde actualmente se encuentra el Frederiksberg Idrætspark fue adquirido en 1919, pero fue hasta 1924 que tuvo eventos antes de la inauguración del estadio. El estadio fue inaugurado oficialmente el 21 de junio de 1927 siendo antes utilizado el terreno como sede del Brønshøj Boldklub.
Durante la época de gloria del Kjøbenhavns Boldklub (KB) entre los años 1970 y años 1980, el Frederiksberg Idrætspark fue sede de partidos de competiciones europeas, recibiendo a equipos como el Dinamo Tbilisi, Dundee United y Fortuna Sittard en la Copa de la UEFA 1977-78 y en la Recopa de Europa 1984-85 respectivamente. Finn Laudrup, padre de Brian Laudrup y Michael Laudrup, anotó en el partido ante el Dinamo Tbilisi en el Frederiksberg Idrætspark.
En junio de 2013 el consejo municipal de Frederikberg decidió cambiar el terreno de juego a una superficie artificial e instalarle iluminación artificial al costo de DKK 7.5 million en el Frederiksberg Idrætspark, con el fin de que el estadio también pudiera utilizarse durante el invierno.